# Le Nouveau Seigneur du village
Pour plus de détails, voir Fiche technique et Distribution.
Le Nouveau Seigneur du village est un film muet de Georges Méliès sorti en 1907.

## Fiche technique
- Réalisation : Georges Méliès
- Production : Georges Méliès
- Société de production : Star-Film
- Format : Noir et blanc - Muet - 1,33:1 - 35 mm
- Métrage : 296 m
- Genre : Court métrage
- Durée : 9 minutes
- Année de sortie : 1907

## Distribution
- Fernande Albany
- Mlle. Bodson